# Cyaforma shenonica
Cyaforma shenonica är en tvåvingeart som beskrevs av Wang 1989. Cyaforma shenonica ingår i släktet Cyaforma och familjen borrflugor. Inga underarter finns listade i Catalogue of Life.